# Alexandre Guilmant

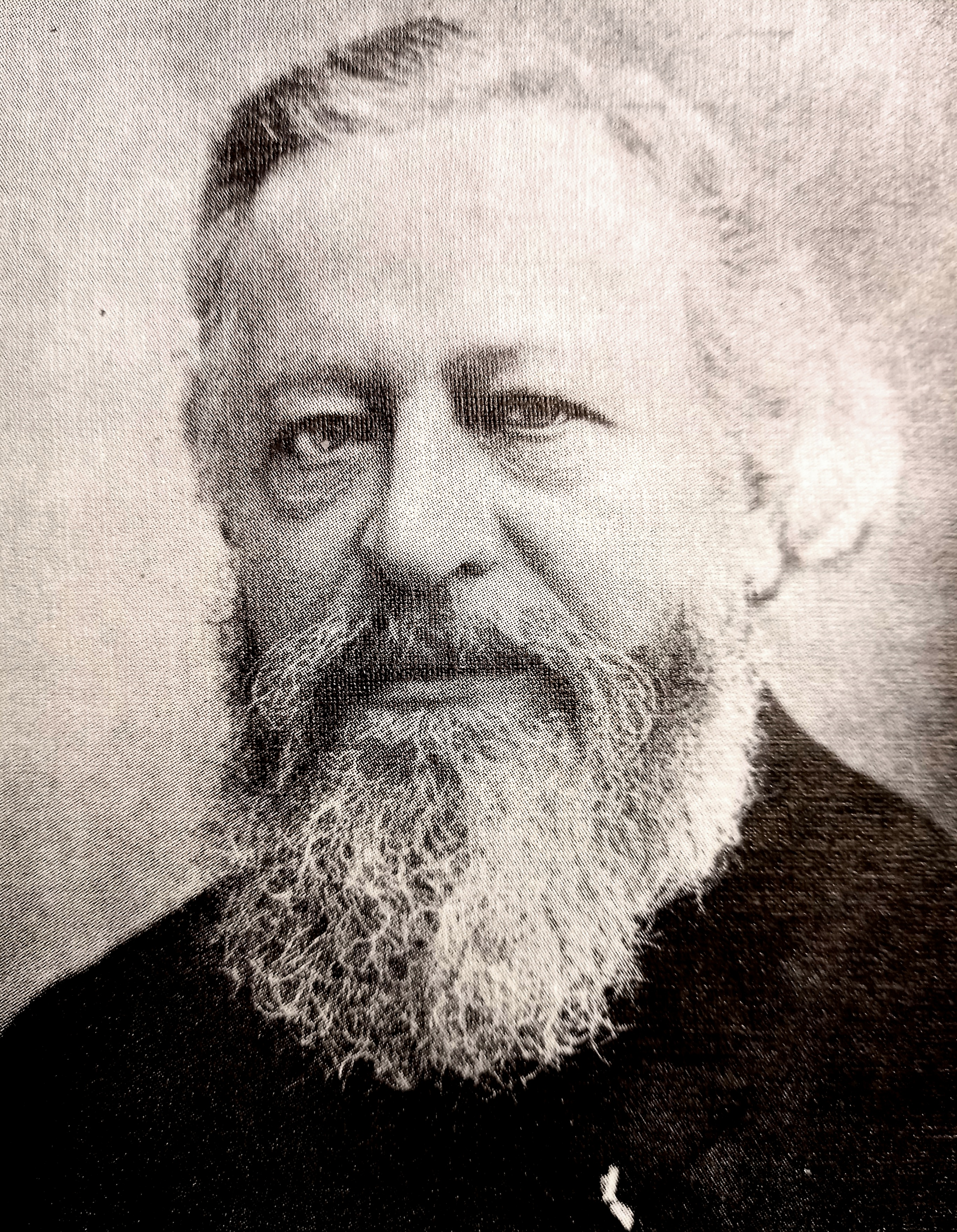
Alexandre Guilmant

Felix Alexandre Guilmant [gilmɑ̃] (* 12. März 1837 in Boulogne-sur-Mer; † 29. März 1911 in Meudon) war ein französischer Organist und Komponist.

## Biographie

### Musikalischer Werdegang

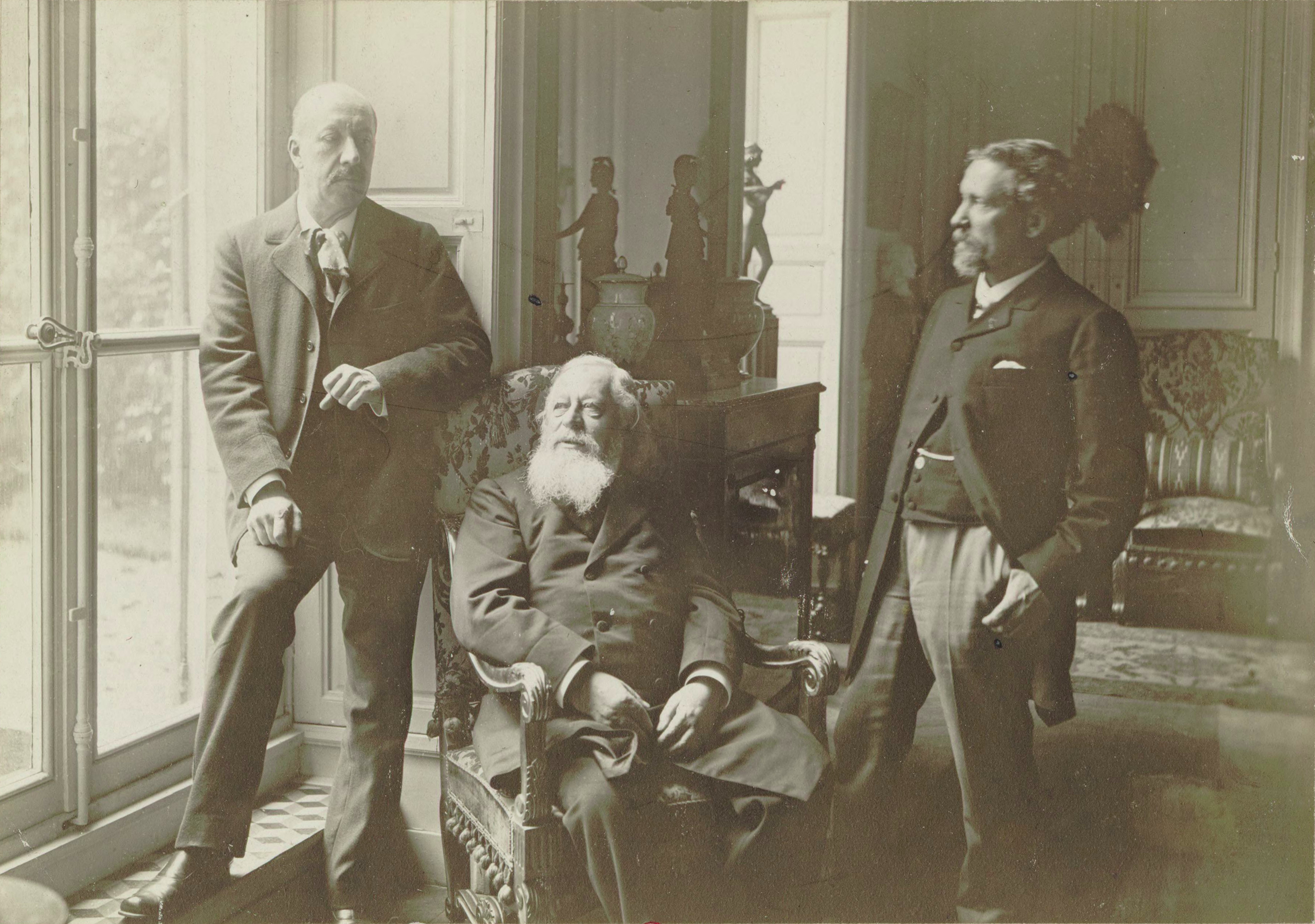
Alexandre Guilmant (Mitte) gemeinsam mit Charles Marie Widor (links) und Eugène Gigout (rechts) im Jahr 1895

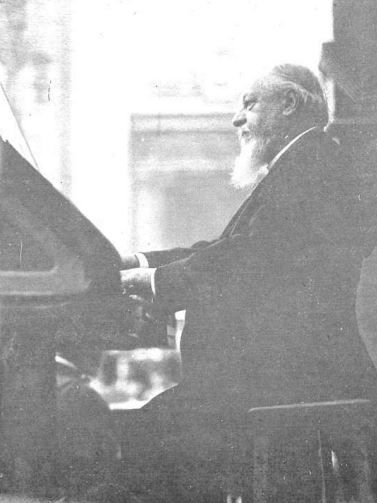
Guilmant 1907 in Barcelona

Alexandre Guilmant studierte zunächst bei seinem Vater, dem Organisten Jean-Baptiste Guilmant, dann bei Gustave Carulli (1801–1876), später in Brüssel bei Jacques-Nicolas Lemmens. Er wurde am Konservatorium in seiner Vaterstadt bereits mit 16 Jahren (1853) als Organist in Saint-Joseph, mit 20 (1857) als Chorleiter in Saint-Nicolas und Lehrer angestellt.
Bei der Einweihung der Orgeln von Saint-Sulpice und der Orgel der Kathedrale Notre-Dame de Paris erregte sein Spiel solches Aufsehen, dass er 1871 als Titularorganist in La Trinité als Nachfolger von Charles-Alexis Chauvet angestellt wurde.
Außerordentliche Erfolge erzielte er bei seinen Konzertreisen durch England, Italien, Russland und in Riga, ferner durch seine Konzerte an der Orgel des Trocadéro-Saales 1878 während der Pariser Weltausstellung. Des Weiteren begab sich Guilmant drei Mal auf Konzertreise in die USA (1893, 1897/98, 1904), wobei er 1904 im Rahmen der Weltausstellung in St. Louis auf der großen Harris-Orgel spielte, die einige Jahre später im Wanamaker Department Store in Philadelphia aufgestellt wurde und bis heute als die größte vollumfänglich spielbare Orgel der Welt gilt.
1894 gründete Guilmant mit der Schola Cantorum eine Kirchenmusikschule in Paris und wurde ab 1896 Leiter der Orgelklasse am Conservatoire, aus der zahlreiche namhafte Schüler hervorgegangen sind.
Durch seine Kompositionen wie die acht Orgelsonaten, von denen er zwei auch als Symphonie für Orgel und Orchester bearbeitete, trug Guilmant wesentlich zur Ausbildung eines eigenständigen französisch-romantisch-sinfonischen Orgelstils bei. Im Jahr 1909 war Guilmant, selbst auch Gitarrespieler, Vorsitzender des internationalen Mandolinisten- und Gitarrenkongresses zu Boullogne.

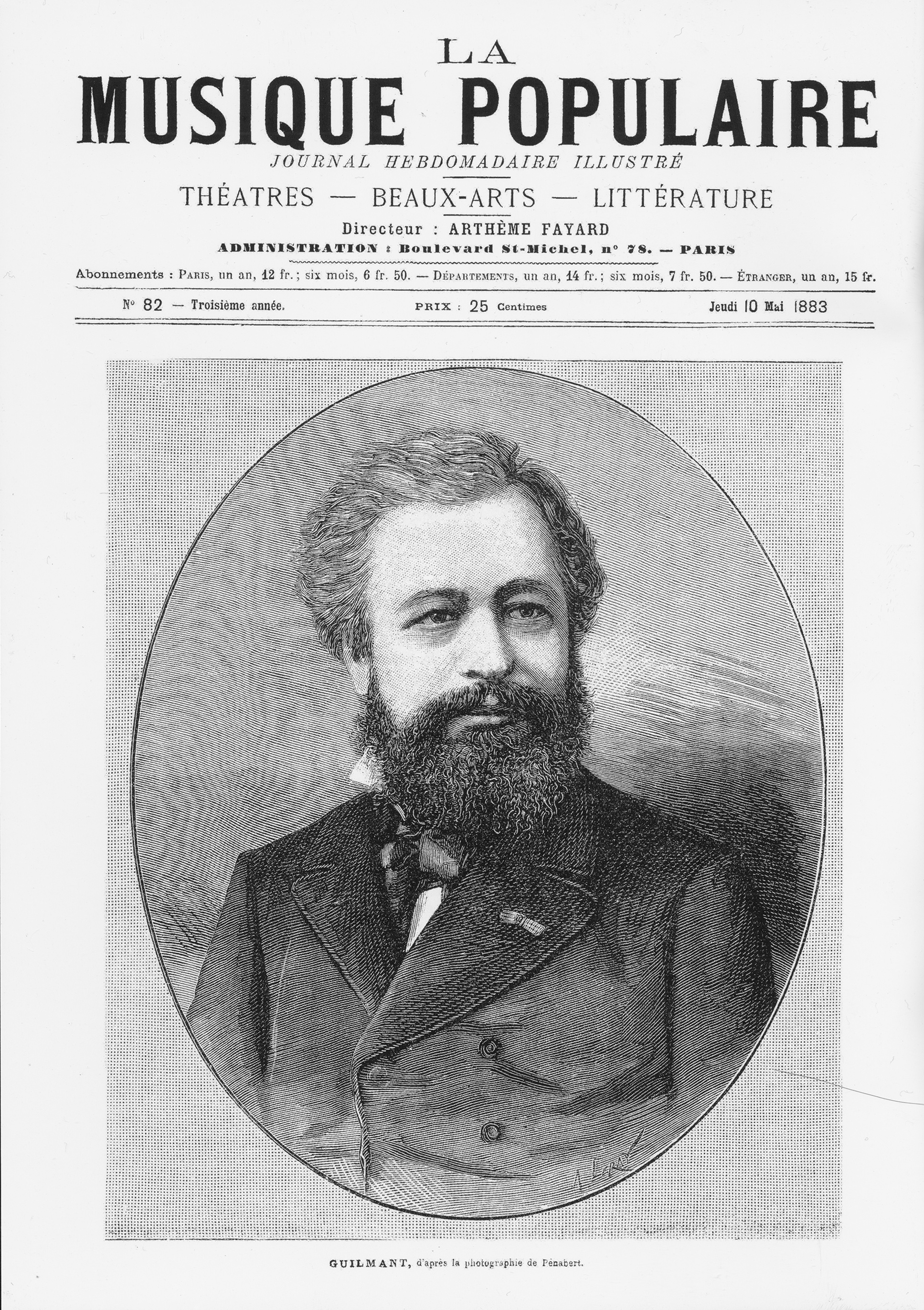
Porträt Guilmants (1883)
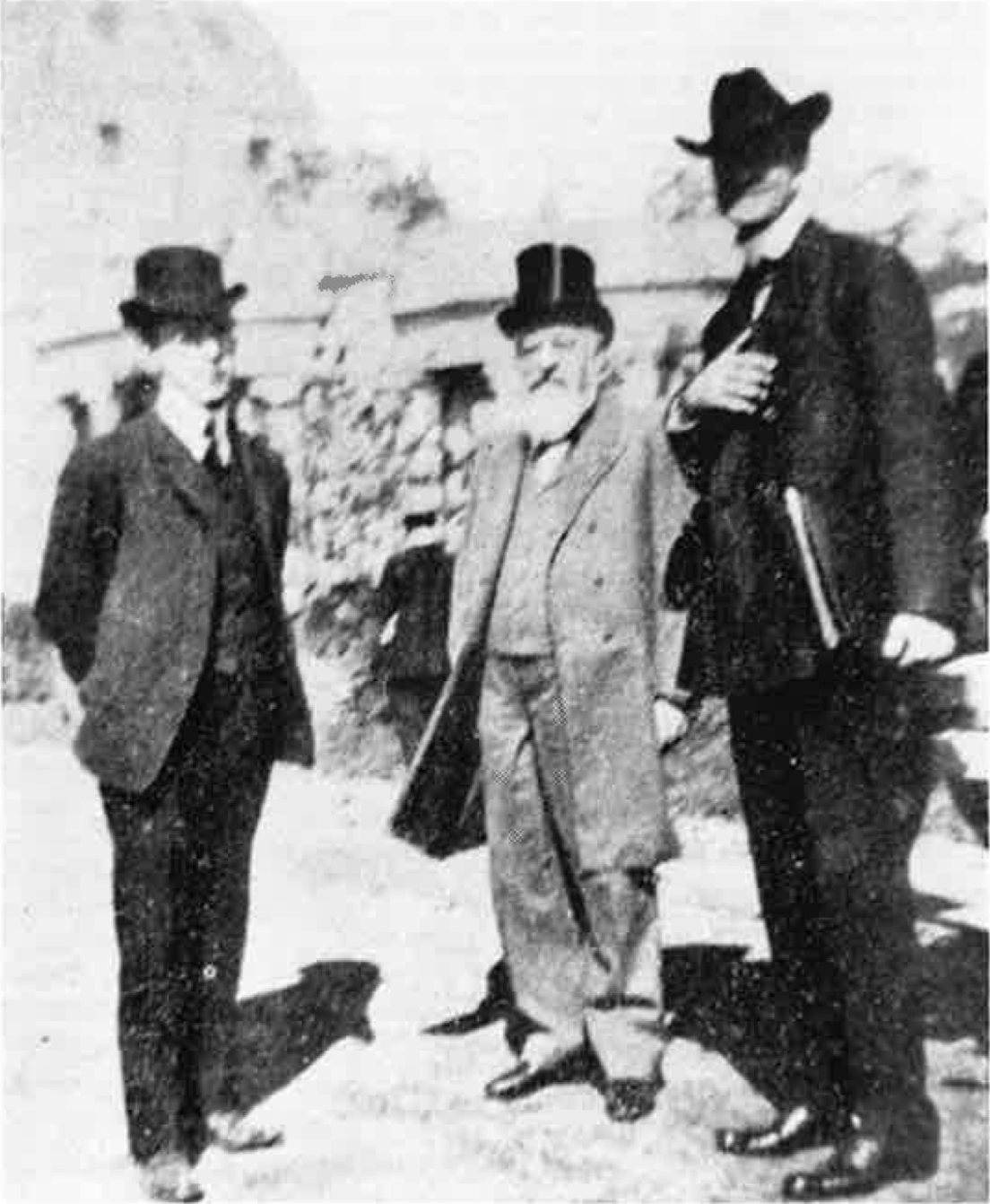
Alexandre Guilmant (Mitte) während seiner 3. USA-Reise in St. Louis

### Privates

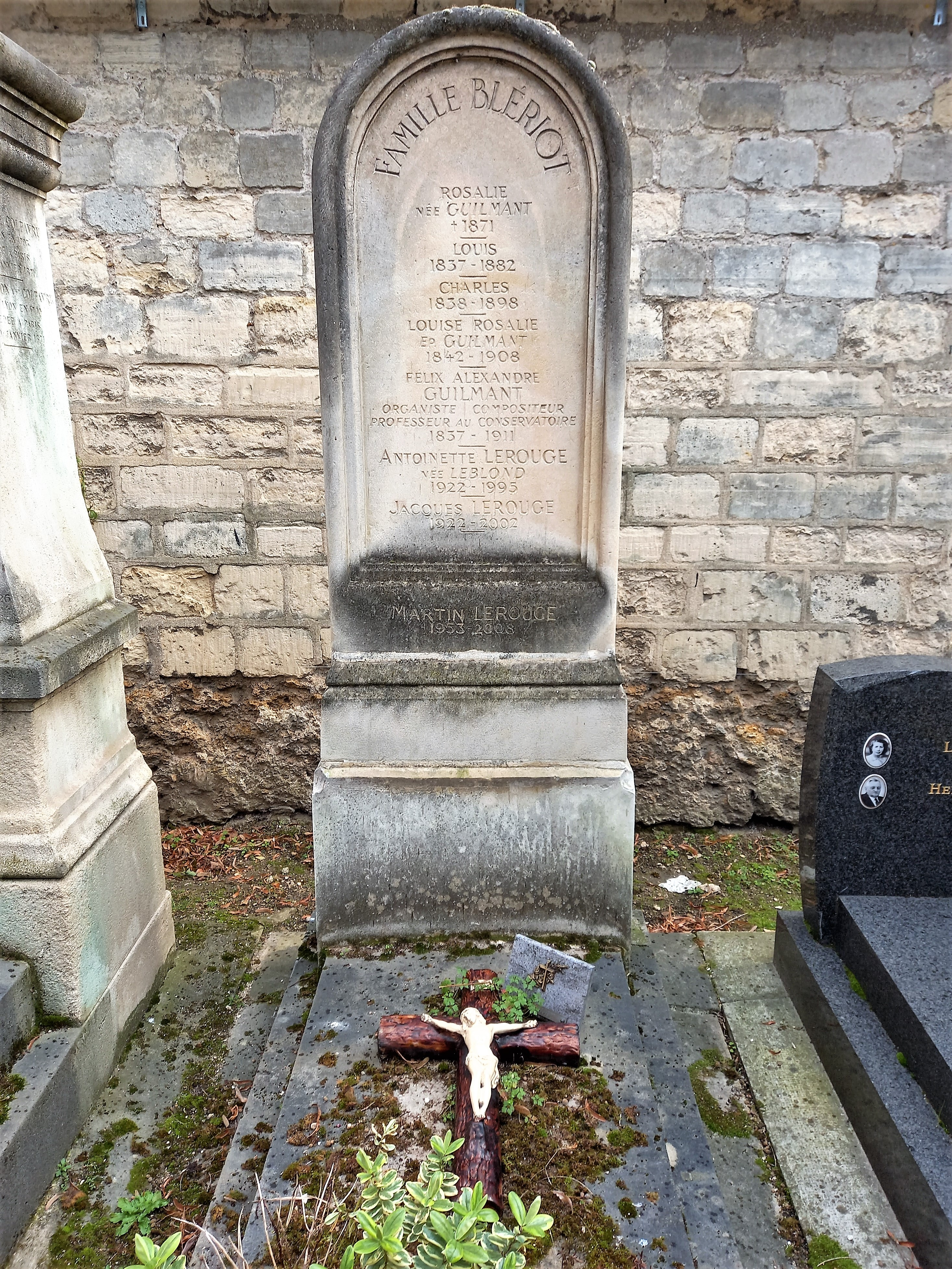
Grab von Alexandre Guilmant und der Familie seiner Ehefrau

#### Familie
Félix Alexandre Guilmant (in deutschen Texten auch Felix Alexander Guilmant) war das fünfte Kind des Lehrers Jean-Baptiste Guilmant (* 1794; † 9. Mai 1890), der ebenfalls das Organistenamt an Saint-Nicolas in Boulogne-sur-mer innehatte, und Marie-Thèrese Guilmant (geb. Poulain) (* 1798; † 1867). Im Jahr 1865 wurde die Ehe zwischen Alexandre Guilmant und Louise Rosalie Blériot (* 1842; † 1908) geschlossen. Aus dieser Ehe gingen folgende Nachkommen hervor: Félix Guilmant (* 1867; † 1930), welcher Kunstmaler war; Pauline Guilmant (* 1870, 1950), verheiratet mit Maurice Aliamet; Marie-Louise Guilmant, verheiratet mit dem Ägyptologen Victor Loret sowie Cécile Rosalie Thérèse Guilmant (verheiratete Sauterau). Des Weiteren ist in einigen Quellen die Rede von einem weiteren, jedoch nicht näher benannten Sohn.
Nur drei Jahre nach dem Verlust seiner Frau Louise im Jahr 1908 verstarb Alexandre Guilmant am 29. März 1911 nach kurzer Krankheit im Alter von 74 Jahren in seiner Villa in Meudon bei Paris und wurde am darauffolgenden 1. April in dem Familiengrab seiner Frau auf dem Cimetière Montparnasse beigesetzt (Lage).

#### Wohnorte
- 1837–1871: Boulogne-sur-mer, Rue des Vieillards N°9 (Lage): die Straße trägt heute den Namen Rue Félix-Adam, das Geburtshaus Guilmants befand sich demnach an der Stelle der heutigen Hausnummer 17, ist aber nicht erhalten.
- 1871–1897: Paris, Rue de Clichy N°62 (Lage)[4]
- 1897–1911: Meudon, Chemin de la station N°10 (Lage): die Straße trägt heute den Namen Rue Alexandre Guilmant, die Villa Guilmant ist im Gegensatz zum Eingangstor nicht erhalten.

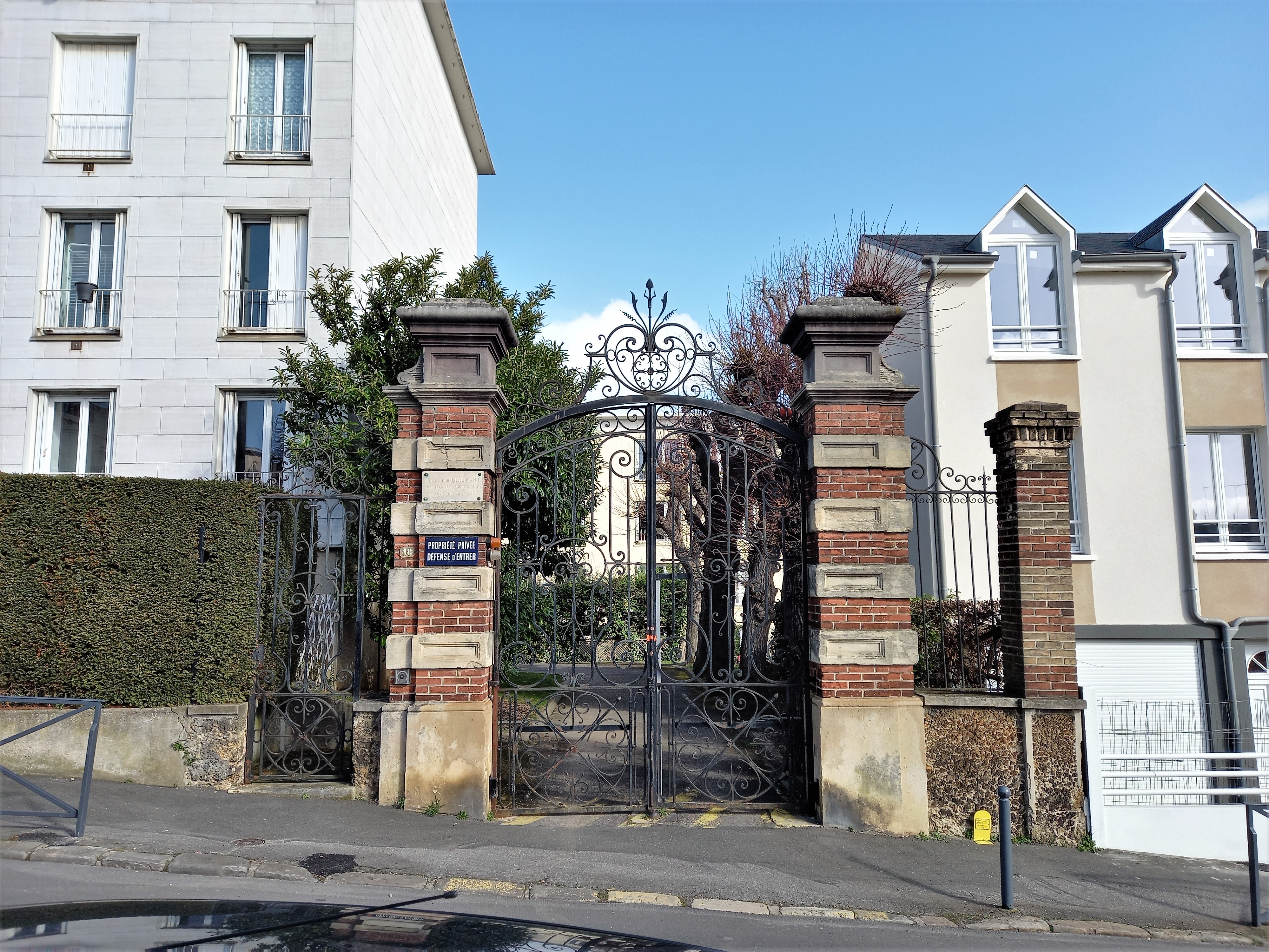
Eingangstor zum Grundstück der Villa Guilmant
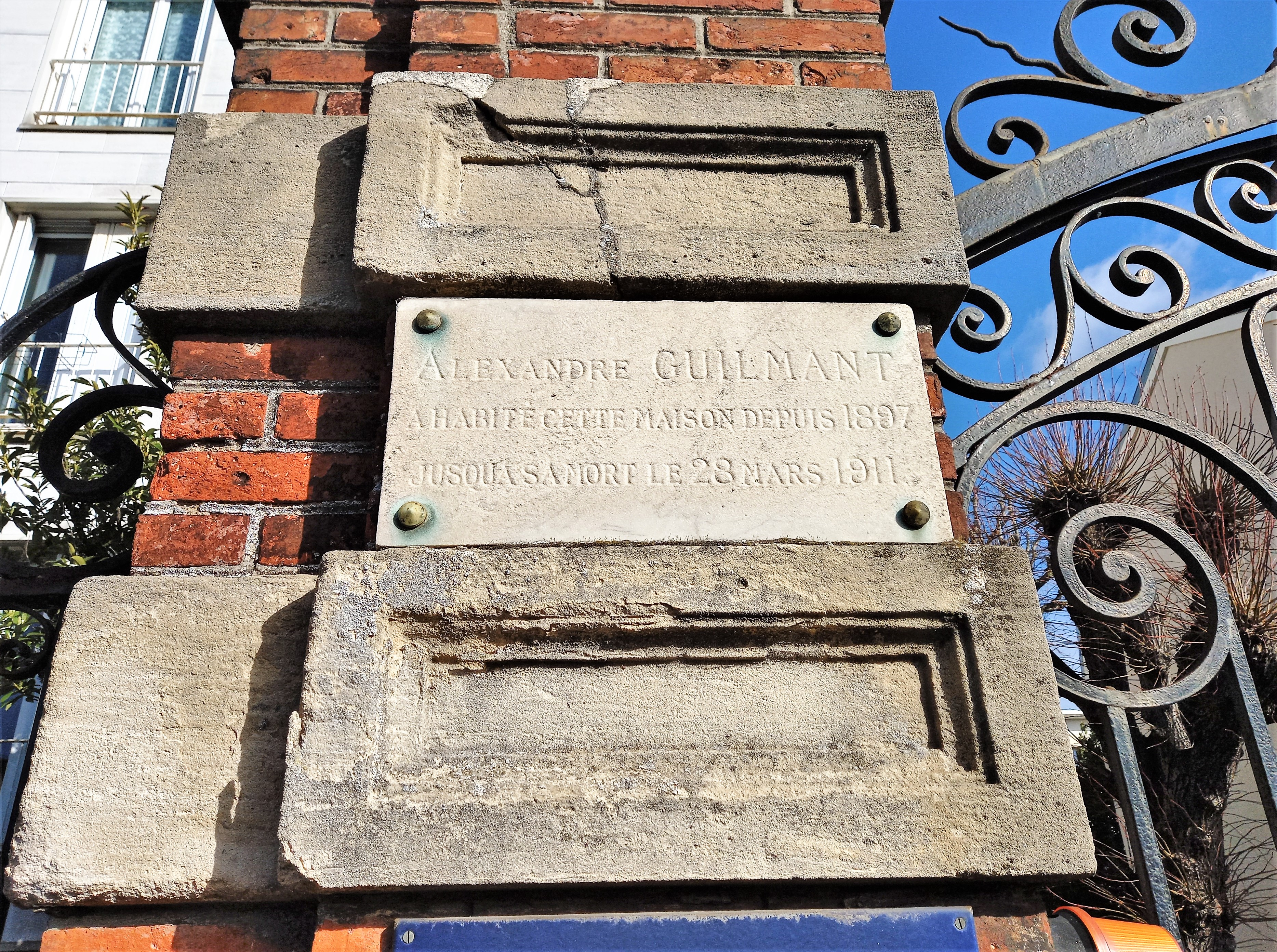
Gedenktafel am Eingangstor in Meudon
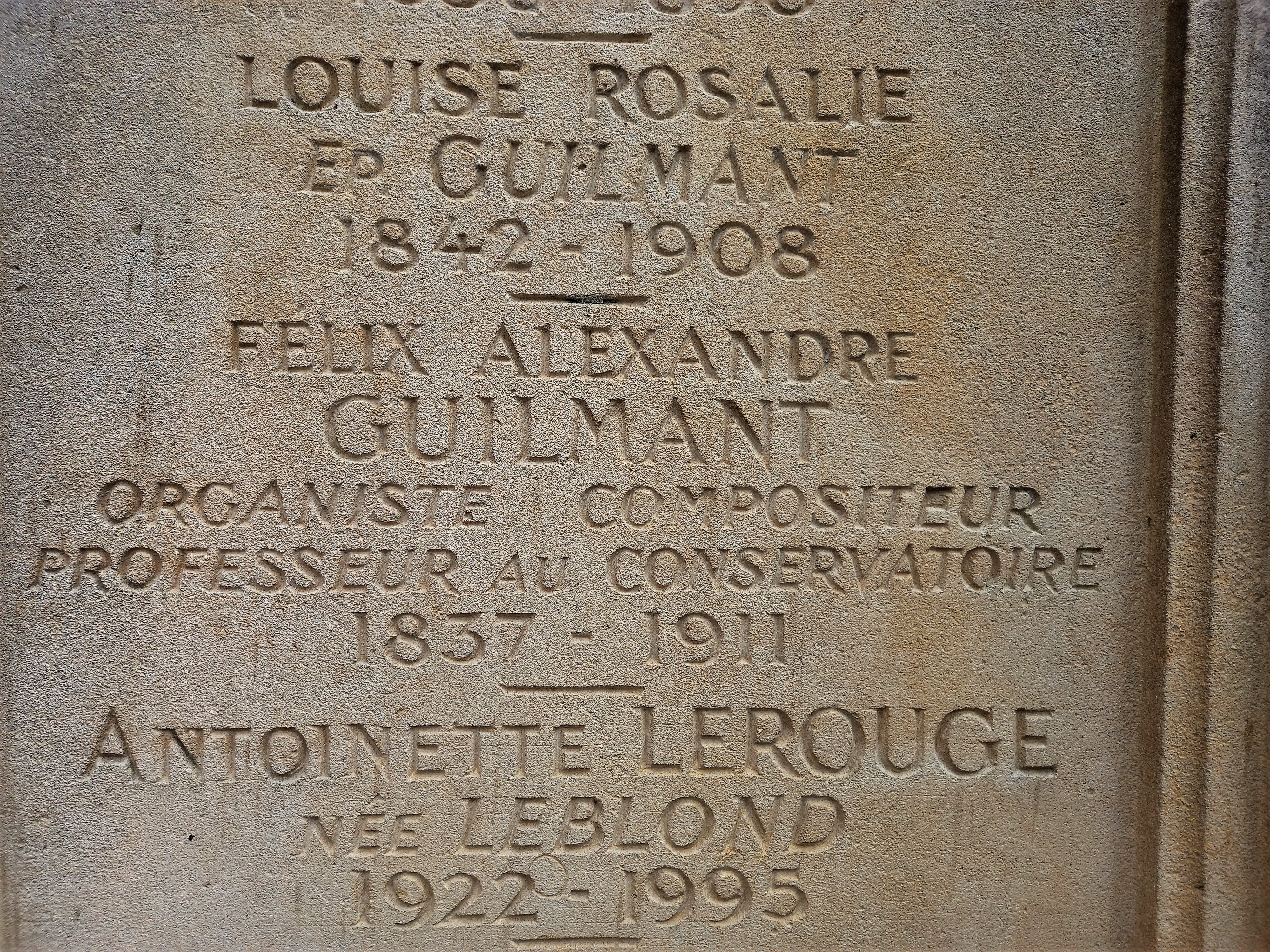
Detail des Grabsteins auf dem Cimitière Montparnasse

## Hausorgeln

### Kleine Hausorgel
Gemeinsam mit seinem Vater Jean-Baptiste Guilmant, baute Alexandre Guilmant eine kleine Hausorgel mit vier Registern, welche im Jahr 1860 fertiggestellt wurde und ihn bei beiden Wohnortwechseln stets bis zu seinem Lebensende hin begleitete. Die Register des einmanualigen Instrumentes waren in einem Generalschweller untergebracht. Der Verbleib des Instruments nach dem Tod Guilmants ist leider unklar.
| I Clavier expressif C–f3 |    |
| 1. Principal             | 8′ |
| 2. Flûte traversière     | 8′ |
| 3. Prestant              | 4′ |
| 4. Flûte octaviante      | 4′ |

| Pédale C–f1 |
| angehängt   |

### Große Hausorgel

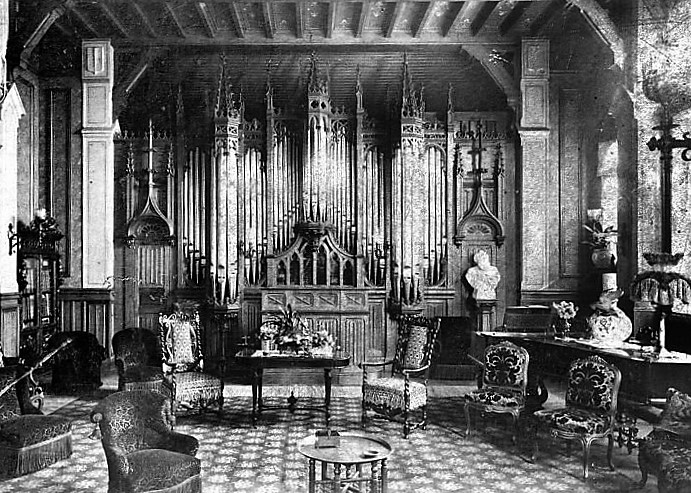
Musiksaal der Villa Guilmant in Meudon

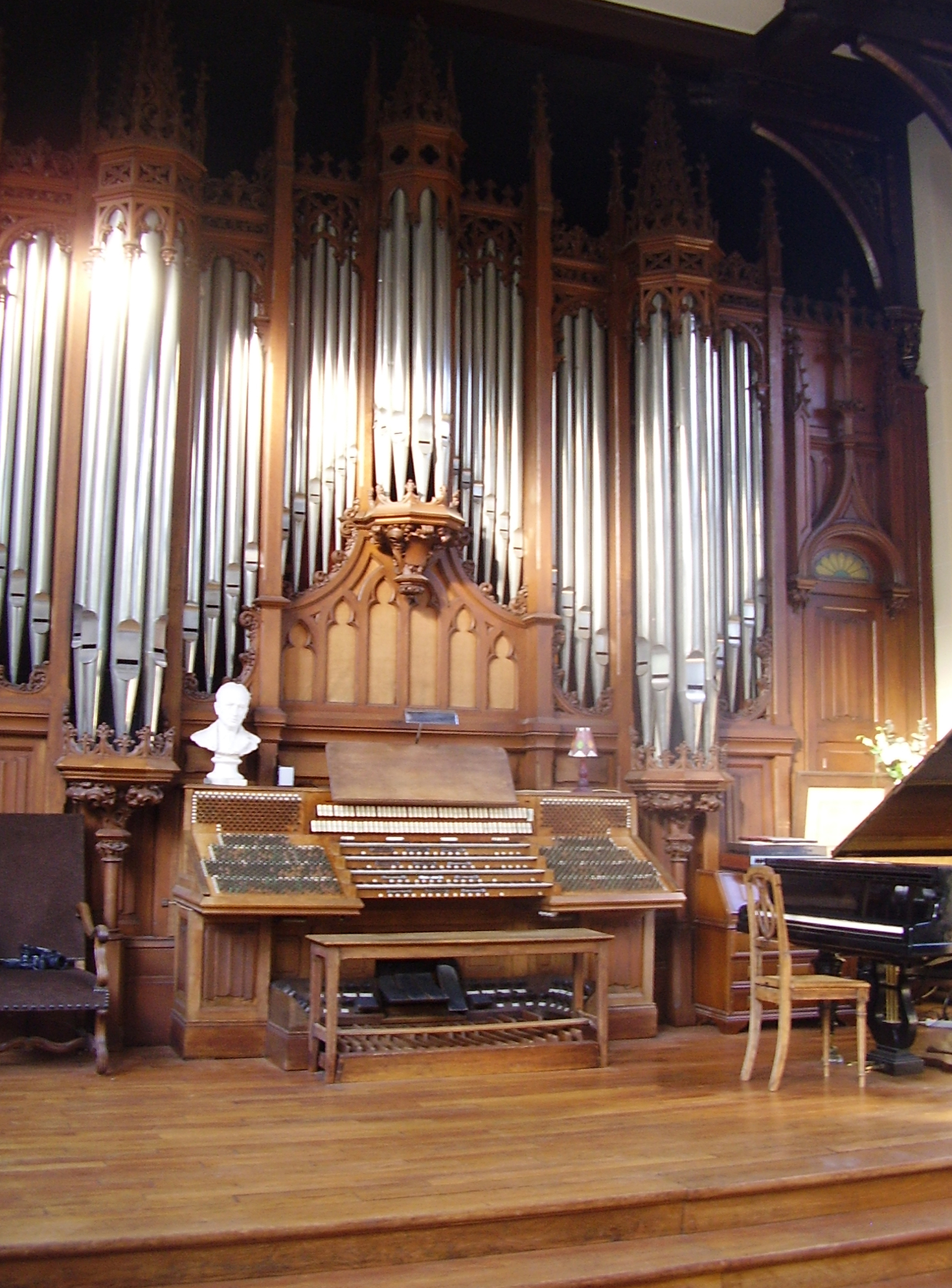
Ehemalige Hausorgel Guilmants am heutigen Standort in der Villa Dupré

Im Jahr 1899 ließ Guilmant von der Orgelbauwerkstatt Mutin-Cavaillé-Coll eine Hausorgel errichten. Die Orgel kam 1926 in den Besitz von Marcel Dupré, der sie in seinen eigens für diesen Zweck errichteten Orgelsaal seiner Villa versetzen ließ, die sich nur wenige Meter vom Standort der Villa Guilmant entfernt befindet. 1934 wurde die Orgel nach Duprés Plänen elektrifiziert und erweitert. In diesem Zuge wurde auch ein neuer viermanualiger Spieltisch errichtet, der einige kuriose Spielhilfen sowie zahlreiche Kombinationsmöglichkeiten bietet. Zu Lebzeiten Guilmants war der originale dreimanualige Spieltisch wie für die Orgeln dieser Zeit typisch mit Blick in den Saal aufgestellt und die Trakturen mechanisch. Die ursprüngliche Disposition des Instrumentes lautete:
| I Grand-Orgue C–c4 |                   |     |
| 1.                 | Bourdon           | 16′ |
| 2.                 | Montre            | 08′ |
| 3.                 | Flûte harmonique0 | 08′ |
| 4.                 | Salicional        | 08′ |
| 5.                 | Prestant          | 04′ |

| II Positif expressif C–c4 |                  |        |
| 6.                        | Cor de nuit      | 08′    |
| 7.                        | Flûte creuse     | 08′    |
| 8.                        | Gambe0           | 08′    |
| 9.                        | Flûte douce      | 04′    |
| 10.                       | Nasard           | 2 ⁄3′  |
| 11.                       | Quarte de Nasard | 02′    |
| 12.                       | Tierce           | 1 3⁄5′ |
| 13.                       | Cromorne         | 08′    |

| III Récit expressif C–c4 |                      |     |
| 14.                      | Diapason             | 08′ |
| 15.                      | Flûte traversière    | 08′ |
| 16.                      | Dulciane             | 08′ |
| 17.                      | Voix céleste         | 08′ |
| 18.                      | Flûte octaviante     | 04′ |
| 19.                      | Doublette            | 02′ |
| 20.                      | Plein-jeu III        |     |
| 21.                      | Trompette harmonique | 08′ |
| 22.                      | Basson-Hautbois0     | 08′ |
|                          | Tremulant0           |     |

| Pédale C–g1 |             |     |
| 23.         | Contrebasse | 16′ |
| 24.         | Soubasse    | 16′ |
| 25.         | Bourdon     | 08′ |
| 26.         | Flûte       | 08′ |
| 27.         | Violoncelle | 08′ |
| 28.         | Bombarde    | 16′ |

- Koppeln: II/I, III/I; III/II, Suboktavkoppel III/I, Superoktavkoppel I.
- Pedalkoppeln: I/Ped., II/Ped., III/Ped.
- 2 Schwelltritte, Barkermaschine, Registers tournants.

## Werkliste
Guilmants umfangreiches kompositorisches Werk umfasst zahlreiche Instrumental- und Vokalwerke. Der Schwerpunkt seines Schaffens liegt hierbei auf Werken für Orgel, von denen einige wiederum durch Guilmant selbst für Harmonium oder Klavier transkribiert wurden.
| Opus | Jahr  | Stück | Besetzung                                                | Anmerkungen |
| ---- | ----- | --- | -------------------------------------------------------- | --- |
| 1    |       | Ave Verum | Chor und Orgel                                           | |
| 2    |       | O Salutaris Hostia | Chor und Orgel                                           | Sehr wahrscheinlich handelt es sich bei diesem Stück um das Arrangement des O Salutaris von Jean-Baptiste Dugué, über das Guilmant später ein eigenes kleines Orgelwerk schreibt.                                                                 |
| 3    | 1854  | Faux bourdons | Soli und Chor                                            | Chant de la Commission de Reims et Cambrai. |
| 4    | 1854  | Messe solennelle du VIe ton 1. Kyrie 2. Gloria 3. Credo 4. Sanctus 5. Benedictus 6. Agnus dei | Chor und Orgel                                           | Arrangement der Messe solemnelle du Ier ton von Dumont für vier Stimmen. Ursprünglich unter der Opusnummer 5. |
| 5    |       | siehe Opusnummer 4 |                                                          | |
| 6    | 1855  | Messe Nr. 1 F-Dur 1. Kyrie 2. Gloria 3. Credo 4. Sanctus 5. Benedictus 6. Agnus dei | Chor, Soli und Orgel                                     | Widmung an seinen Vater Jean-Baptiste Guilmant. Uraufführung am 22. November 1855 in Saint-Nicolas Boulogne-sur-Mer anlässlich des Cäcilienfestes. Ein Jahr später wurde die Messe erneut, diesmal in einer Bearbeitung mit Orchester aufgeführt. |
| 7    | 1856  | Te Deum | Chor, Soli, Orchester und Orgel                          | ursprünglich Opusnummer 10. |
| 8    |       | Quam Dilecta | Chor, Soli und Orgel                                     | Vertonung des 84. Psalmes. |
| 9    | 1856  | Messe brève Nr. 2 g-Moll 1. Kyrie 2. Gloria 3. Credo 4. Sanctus 5. Benedictus 6. Agnus dei | Chor, Soli und Orgel                                     | |
| 10   |       | siehe Opusnummer 7 |                                                          | |
| 11   | 1857  | Messe solemnelle Nr. 3 Es-Dur 1. Kyrie 2. Gloria 3. Credo 4. Sanctus 5. Benedictus 6. Agnus dei | Chor, Soli und Orgel                                     | Es existiert auch eine Fassung für Chor, Soli, Orgel und Orchester; Widmung an Msgr. Pierre Louis Parisis (Bischof von Arras). |
| 12   |       | Cinq Litanies en l’honneur de la bienheureuse Vierge Marie | Chor und Orgel                                           | In einigen Quellen als op.22 bezeichnet |
| 14   |       | 12 Motets pour Choeur et Orgue 1. Ave Maria 2. O Salutaris Hostia 3. Sub tuum Praesidium 4. Tantum ergo 5. O Salutaris (mit Sopran- oder Tenor-Solo) 6. Benedictus (mit Bass-Solo) 7. O Salutaris 8. Tantum ergo (mit Bass-Solo) 9. O Salutaris (für die Fastenzeit) 10. Tantum ergo (mit Bass-Solo) 11. Puer nobis nascitur 12. Tota pulchra es Maria | 3-4-stimmiger Chor, Soli und Orgel                       | |
| 15   | 1864  | Pièces dans différents styles (Livre 1) 1. Communion in G-Dur 2. Marche religieuse in F-Dur sur Lift up your heads 3. Cantilène pastorale in h-Moll | Orgel                                                    | |
| 16   | 1865  | Pièces dans différents styles (Livre 2) 1. Andante con moto in E-Dur 2. Prière in F-Dur 3. Prélude et Amen sur Crudelis Herodes 4. Scherzo in F-Dur | Orgel                                                    | |
| 17   | 1865  | Pièces dans différents styles (Livre 3) 1. Prière in Es-Dur 2. Deux Amen on 4ème ton 3. Marche Funèbre et Chant Séraphique 4. Mélodie in As-Dur 5. Hymne pour l'octave des Paques | Orgel                                                    | |
| 18   | 1866  | Pièces dans différents styles (Livre 4) 1. Grand Choeur „alla Handel“ in D-Dur 2. Allegro in fis-Moll 3. Invocation in B-Dur 4. Deux Préludes et Amen sur Iste Confessor | Orgel                                                    | |
| 18a  |       | 3 Morceaux d'Orgue 1. Prélude in F-Dur 2. Offertoire in b-Moll 3. Communion in G-Dur | Orgel                                                    | |
| 19   | 1866  | Pièces dans différents styles (Livre 5) 1. Allegretto in h-Moll 2. Offertoire sur deux Noëls in B-Dur 3. Fughetta pour let Temps pascal in D-Dur 4. Communion in G-Dur 5. Prélude ou Interlude in F-Dur | Orgel                                                    | |
| 20   | 1866  | Pièces dans différents styles (Livre 6) 1. Première Méditaton in A-Dur 2. Deuxième Méditation in fis-Moll 3. Caprice in B-Dur | Orgel                                                    | |
| 22   |       | Prière | Violoncello und Klavier                                  | |
| 23   |       | 2 Morceaux pour harmonium 1. Recueillement in b-Moll 2. Valse in D-Dur | Harmonium                                                | |
| 24   | 1869  | Pièces dans différents styles (Livre 7) 1. Morceau de Concert: Prélude, Theme, Variations et Finale | Orgel                                                    | |
| 25   | 1870  | Pièces dans différents styles (Livre 8) 1. Marche nuptiale in E-Dur 2. Élévation in As-Dur 3. Fugue in D-Dur | Orgel                                                    | |
| 26   | 1870  | Pastorale | Harmonium und Klavier                                    | |
| 27   | 1870  | Prière et Berceuse in As-Dur | Orgel                                                    | Erschien auch im Livre 15 von Pièces dans differents styles unter der Opusnummer 71 |
|      | 1866  | C’est la grande fête de l’onde | Chor                                                     | Komposition anlässlich der Internationalen Fischereiausstallung in Boulogne-sur-Mer, Aufführung dort am 16. August 1866. Text: Ernest Deseille |
| 28   |       | Canzonetta | Harmonium                                                | |
|      | ~1870 | Le Faux éclat | Solo und Klavier                                         | |
| 29   | 1871  | Fughetta | Harmonium                                                | |
| 30   |       | Aspiration religieuse | Harmonium                                                | |
| 31   |       | Scherzo | Harmonium                                                | |
| 32   |       | La villagoise | Harmonium                                                | |
| 33   | 1872  | Pièces dans différents styles (Livre 9) 1. Hymne in g-Moll 2. Offertoire sur noëls 3. Verbum supernum in Des-Dur 4. Andante in G-Dur | Orgel                                                    | |
| 34   | 1872  | Marche Triomphale in Es-Dur | Orgel                                                    | |
| 35   | 1872  | Mazurka de salon pour harmonium | Harmonium                                                | |
| 36   | 1873  | Scherzo cappricioso | Harmonium und Klavier                                    | |
| 37   |       | O Salutaris | Soli und Orgel oder Soli, Orgel, Chor, Violine und Harfe | |
| 38   | 1871  | Idylle | Klavier                                                  | |
|      | 1872  | Pauline | Klavier                                                  | Widmung an seine Tochter Pauline Guilmant. |
|      | 1873  | Ce que dit le silence | Solo und Klavier (oder Harmonium)                        | |
|      | 1873  | Primavera | Solo und Klavier                                         | |
| 39   | 1874  | L’Organiste pratique (Livre 1) 1. Élévation in F-Dur 2. Offertoire in A-Dur 3. Marche in D-Dur 4. Deux Hymnes 5. Communion 6. Offertoire in c-Moll | Orgel                                                    | |
| 40   | 1874  | Pièces dans différents styles (Livre 10) 1. Fugue in As-Dur 2. Canzona in a-Moll 3. Canon in B-Dur 4. Finale (Grand Choeur) in Es-Dur | Orgel                                                    | |
| 41   | 1874  | L’Organiste pratique (Livre 2) 1. Prélude in Es-Dur 2. Magnificat in G-Dur 3. Marche Funèbre in c-Moll 4. Cantabile in F-Dur 5. Marche de Procession in A-Dur 6. Élévation in e-Moll | Orgel                                                    | |
| 42   | 1874  | Sonate Nr. 1 d-Moll 1. Introduction et Allegro 2. Pastorale 3. Finale | Orgel                                                    | gewidmet dem belgischen König Leopold II |
| 42   | 1878  | Symphonie Nr. 1 d-Moll 1. Introduction et Allegro 2. Pastorale 3. Finale | Orgel und Orchester                                      | Orchesterfassung der 1. Orgelsonate |
|      | 1875  | Echos du mois de Marie | Soli und Orgel                                           | |
|      | 1875  | Saint Geneviève de Paris | Männerchor                                               | unvollendet |
|      | 1876  | Le retour | Männerchor                                               | |
|      | 1876  | Ode | Solo und Klavier                                         | |
| 43   | 1885  | Fantaisie sur deux mélodies anglaises | Orgel                                                    | |
| 44   | 1875  | Pièces dans différents styles (Livre 11) 1. Prélude (Adoration) 2. Élégy – Fugue in f-Moll 3. Marche de Procession et Fugato in F-Dur | Orgel                                                    | |
| 45   | 1875  | Pièces dans différents styles (Livre 12) 1. Lamentation in d-Moll 2. Prélude et Amen sur Ave Maris Stella in c-Moll 3. Mélodie (Romance sans paroles) in D-Dur 4. Tempo di Minuetto in C-Dur 5. Communion in a-Moll | Orgel                                                    | |
| 46   | 1876  | L’Organiste pratique (Livre 3) 1. Communion in D-Dur 2. Postlude in F-Dur 3. Hymne sur Iste Confessor 4. Mélodie in G-Dur 5. Marche in F-Dur 6. Offertoire in Es-Dur | Orgel                                                    | |
| 47   | 1876  | L’Organiste pratique (Livre 4) 1. Canzona in f-Moll 2. Grand Choeur Triomphale in A-Dur 3. Offertoire in c-Moll 4. Prière in B-Dur 5. Interlude in Es-Dur | Orgel                                                    | |
| 48   |       | 6 petites pièces (Livre 4) 1. Chanson d'enfant in F-Dur 2. Alla Siciliana in e-Moll 3. Fughetta in F-Dur 4. Petit marche in G-Dur 5. Scherzettino in D-Dur 6. Tarantelle in c-Moll | Klavier                                                  | |
| 49   | 1876  | L’Organiste pratique (Livre 5) 1. Absolution in e-Moll 2. Offertoire sur O Filii in G-Dur 3. Chorale in G-Dur 4. Allegretto in C-Dur 5. Quatre Versets 6. Fuga „alla Handel“ in F-Dur | Orgel                                                    | |
| 50/1 | 1877  | L’Organiste pratique (Livre 6) 1. 2. Sonate D-Dur, 1. Satz (2. und 3. Satz unter op. 57/2) 2. Invocation in Es-Dur 3. La Crèche, Pastorale et Adoration 4. Postlude sur Induant Justiciam in F-Dur | Orgel                                                    | |
| 50/2 | 1883  | Sonate Nr. 2 D-Dur 1. Allegro moderato 2. Larghetto 3. Allegro vivace | Orgel                                                    | gewidmet Lady Harriet M. C. Carbery; der erste Satz wurde bereits 1876 komponiert. |
| 51   | 1879  | Balthazar | Soli, Chor und Orchester                                 | Operette |
|      | 1879  | Les croisés à Jérusalem |                                                          | |
| 52   | 1878  | L’Organiste pratique (Livre 7) 1. Offertoire in D-Dur 2. Grand Choeur en forme de marche dans la tonalité grégorienne 3. Madrigal in Es-Dur 4. Fughetta sur l'hymne du Sacré-Coeur 5. Andante con moto in F-Dur | Orgel                                                    | |
| 53   | 1879  | Symphonie-Cantate „Ariane“ 1. Symphonie in d-Moll 2. Air d'Ariane in f-Moll 3. Adagio in Des-Dur 4. Stances de l'amour in As-Dur 5. Choeur des Songes in E-Dur 6. Danses des Songes in G-Dur 7. Duo entre l'Amour et Ariane in Des-Dur 8. Marche avec Choeurs E-Dur | Soli, Chor und Orchester                                 | |
| 54   | 1881  | Cantate en l’honneur de Frédéric Sauvage | Chor und Orchester                                       | |
| 55   | 1881  | L’Organiste pratique (Livre 8) 1. Allegro non troppo in a-Moll 2. Scherzo Symphonique in C-Dur 3. Élégie in f-Moll 4. Strophes pour l'Hymne de l'Ascension 5. Ite Missa Est in d-Moll | Orgel                                                    | |
| 56   | 1882  | L’Organiste pratique (Livre 9) 1. Prèlude, Adagio et Fugue (Sonate Nr. 3 c-Moll) 2. Prière in G-Dur 3. Marche in D-Dur | Orgel                                                    | gewidmet Théodore Dubois |
| 57   | 1882  | L’Organiste pratique (Livre 10) 1. Allegro moderato e pastorale in E-Dur 2. Larghetto in H-Dur (2. Satz der Sonate Nr. 2 D-Dur) 3. Finale in D-Dur (3. Satz der Sonate Nr. 2 D-Dur) 4. Méditation in h-Moll | Orgel                                                    | |
| 58   | 1883  | L’Organiste pratique (Livre 11) 1. Prélude et Fugue in e-Moll 2. Marche nuptiale in C-Dur 3. Andante con moto in Es-Dur | Orgel                                                    | |
| 59   | 1883  | L’Organiste pratique (Livre 12) 1. Marche aux Flambeaux in F-Dur 2. Élévation sur O Salutaris Hostia in F-Dur 3. Communion sur Ecce Panis Angelorum | Orgel                                                    | |
| 60   | 1884  | Livre de Noëls 1. Offertoire sur Grand Dieu! et Alors Pasteurs 2. Élévation sur Pastre dei Mountagno 3. Offertoire sur Chantons, je vous prie noël hautement et Le Messie vient de naître 4. Élévation sur Or vous dites Marie, nous voici dans la ville 5. Offertoire sur Joseph est bien Marie 6. Noël écossais (Communion) 7. Élévation sur Entends ma voix fidele 8. Introduction et Variations sur un ancien noël polonais: Accourez bergers fidèles, l'heure bénie a sonnée 9. Élévation sur le noël carcasonnais: Aousissi, Miquel, uno chanson tant charmanto, qué le que la canto, deu ess 'un angel 10. Noël languedocien (Communion) 11. Offertoire sur le noël Nuit sombre, ton ombre vaut les plus beaux jours 12. Deux Variations sur Puer nobis nascitur 13. Antienne sur Que de sang dans la Judee! 14. Offertoire sur trois noëls 15. Noël Brabançon (Élévation) 16. Communion sur le noël languedocien: D'ou viens-tu Bergere d'ou vien-tu? 17. Offertoire sur un noël espagnol 18. Élévation sur deux noëls harmonisés 19. Chant du roi René (noël provençal) 20. Élévation sur O jour, ton divin flambeau | Orgel                                                    | |
| 61   | 1884  | Sonate Nr. 4 d-Moll 1. Allegro assai 2. Andante 3. Menuetto (Allegretto) 4. Finale | Orgel                                                    | gewidmet Émile Bernard |
| 61   | 1884  | Sonate Nr. 4 d-Moll 1. Allegro assai 2. Andante 3. Menuetto (Allegretto) 4. Finale | Harmonium                                                | Fassung der 4. Orgelsonate für Harmonium bzw. Orgel ohne Pedal |
| 62   | 1885  | Cantate en l’Honneur de la Sainte Vierge | 2 Chöre, Orchester und Orgel                             | Aufführung anlässlich der feierlichen Krönung des Marienbildes in der Basilika Notre-Dame de Boulogne-sur-Mer am 23. August 1885. Mit Engelschor (SSAA) aus der Ferne. Text: Victor Delaporte SJ                                                  |
| 63   | 1886  | Méditation sur le Stabat Mater | Orgel oder Orchester                                     | |
| 64   | 1886  | Christus Vincit | Chor, Orchester und Orgel                                | Die Uraufführung fand am 1. Juni 1886 in der Kathedrale von Rouen anlässlich des Festes der Heiligen Jeanne d’Arc statt. |
| 65   | 1886  | L’Organiste Liturgiste 1. Offertoire sur Lumen ad Relevationem Gentium 2. Fugue (Sortie) sur Lumen ad Relevationem Gentium 3. Deux Strophes et Amen sur Ave Maris Stella 4. Ave Maria 5. Deux Strophes et Amen sur Deus Tuorum Militum 6. Strophe, Interlude et Amen sur Exultet Orbis Gaudis 7. Sortie sur Quid nunc in Tenebris tristis aberras 8. Deux Strophes sur Veni Creator Spiritus 9. Offertoire sur Ave Maris Stella 10. Sortie sur Ave Maris Stella 11. Strophes Pour l'Hymne sur Iste Confessor 12. Prose sur Stabat Mater Dolorosa 13. Variations et Fugue sur Stabat Mater Dolorosa 14. Hymne sur O Quot Undis Lacrymarium – Pange Lingua Gloriosi Lauream 15. Offertoire du 6ème Ton. 16. Élévation ou Communion 17. Strophe, Interlude et Amen sur Auctor beatae Saeculi 18. Sortie sur Auctor beatae Saeculi 19. Deux Strophes sur Pange Lingua Gloriosi Corporis Mysterium 20. Deux Strophes et Amen sur Sacris solemnis 21. Deux Strophes et Amen sur Jesu Redemptor Omnium | Orgel                                                    | |
| 66   |       | Ecce Panis | Chor und Orgel                                           | |
| 67   |       | 2 Romances sans paroles | Cello (oder Violine) und Klavier                         | |
| 68   | 1884  | 60 Interludes dans la tonalité gregorienne | Orgel oder Harmonium                                     | 60 kurze Zwischenspiele mit einer Länge von nur wenigen Takten. |
| 69   |       | Pièces dans différents styles (Livre 13) 1. Cantilène in B-Dur 2. Postlude nuptial in B-Dur 3. Prélude Funèbre in e-Moll 4. Fugue in G-Dur | Orgel                                                    | |
| 70   |       | Pièces dans différents styles (Livre 14) 1. Adagio de la Symphonie-Cantate: „Ariane“ (op. 53) 2. Introduction et Fugue in d-Moll 3. Rêverie in G-Dur 4. Offertoire in Es-Dur | Orgel                                                    | Das erste Stück (Adagio) ist ein Arrangement für Orgel aus Guilmants Symphonie-Cantate: Ariane und daher wie dieses Werk unter der Opusnummer 53 zu finden.                                                                                       |
| 71   |       | Pièces dans différents styles (Livre 15) 1. Légende et Final Symphonique in D-Dur 2. Invocation in a-Moll 3. Prière et Berceuse in As-Dur | Orgel                                                    | Das Stück Prière et Berceuse in As-Dur wurde bereits 1870 unter der Opusnummer 27 komponiert. |
| 72   |       | Pièces dans différents styles (Livre 16) 1. Marche de la Symphonie-Cantate: „Ariane“ (op. 53) 2. Fugue in F-Dur 3. Pastorale in A-Dur (op. 26) | Orgel                                                    | Das erste Stück (Marche) ist ein Arrangement für Orgel aus Guilmants Symphonie-Cantate: Ariane und daher wie dieses Werk unter der Opusnummer 53 zu finden. Das dritte Stück (Pastorale) ist eine Orgeltranskription von Opus 26.                 |
| 73   |       | Pié Jesu | Chor und Bariton                                         | |
| 74   |       | Pièces dans différents styles (Livre 17) 1. Marche Élégiaque in c-Moll 2. Consolation (Andante) in E-Dur 3. Andante Sostenuto et Allegro Giocoso in g-Moll/G-Dur 4. Communion in As-Dur | Orgel                                                    | |
| 74/1 |       | Marche Élégiaque in c-Moll (Livre 17) | Orgel, 2 Oboen und Streicher                             | Transkription des Marche Élegiaque aus Pièces dans différents styles op. 74 |
| 75   |       | Pièces dans différents styles (Livre 18) 1. Pièce characteristique dans le Mode Phrygien 2. Morceau symphonique in a-Moll 3. Fugue in f-Moll 4. Offertoire in B-Dur | Orgel                                                    | |
| 77   |       | 4 Pièces pour Orgue 1. Offertoire in e-Moll 2. Marche nuptiale in G-Dur 3. Berceuse in F-Dur 4. Minuetto – Sortie in d-Moll | Orgel                                                    | |
|      |       | Postlude – Grand Choeur in F-Dur | Orgel                                                    | |
|      | 1893  | Chant du matin | Orgel                                                    | |
|      | 1893  | Cantique à Sainte Radegonde | Soli, Chor und Orgel                                     | Text: Victor delaporte SJ |
| 79   |       | Berceuse | Flöte oder Violine und Klavier                           | |
| 80   | 1894  | Sonate Nr. 5 c-Moll 1. Allegro appasionato 2. Adagio con molt' espressione 3. Scherzo (Allegro) 4. Recitativo 5. Choral et Fugue | Orgel                                                    | gewidmet Clarence Eddy |
| 81   | 1894  | Allegro pour Orgue et Orchestre | Orgel und Orchester                                      | |
| 81   | 1894  | Allegro pour Orgue | Orgel                                                    | Orgeltranskription von Allegro pour Orgue et Orchestre op. 81 |
|      | 1894  | Choral über „Valet will ich dir geben“ | Orgel                                                    | ohne Opusnummer |
| 82   | 1895  | Communion et Contemplation 1. Communion 2. Contemplation | Orgel                                                    | |
| 83   | 1893  | Final alla Schumann | Orgel und Orchester                                      | |
| 83   | 1897  | Final alla Schumann | Orgel                                                    | Orgeltranskription von Final alla Schumann op. 83 |
| 83   | 1897  | Final alla Schumann | Klavier und Harmonium                                    | Transkription für Klavier und Harmonium von Final alla Schumann op. 83 |
| 84   | 1898  | Grand Choeur en forme de Marche in g-Moll | Orgel                                                    | |
| 85   | 1897  | Romance sans paroles | Flöte (oder Violine) und Klavier                         | Das Werk wurde bereits 1895 komponiert. |
| 86   | 1897  | Sonate Nr. 6 h-Moll 1. Allegro con fuoco 2. Méditation (Andante quasi Adagio) 3. Fugue et Adagio | Orgel                                                    | gewidmet Charles-Marie Widor |
| 87   | 1898  | Offertoire pour le Commun des Confesseurs non Pontifes | Orgel                                                    | |
|      | 1898  | Coeur de Jesus enfant | Soli, Chor (ad libitum) und Orgel                        | |
| 88   | 1902  | Morceau symphonique | Posaune und Klavier                                      | |
| 89   | 1902  | Sonate Nr. 7 F-Dur (Suite) 1. Entrée (Tempo di Macia, maestoso) 2. Lento assai (Rêve) 3. Intermezzo (Allegretto) 4. Grand Choeur (Allegro con brio) 5. Cantabile (Andante) 6. Finale (Allegro) | Orgel                                                    | gewidmet Charles Galloway. Aufgrund der Anzahl und Charakteristik der Sätze als einzige Sonate von Guilmant als Suite bezeichnet. |
|      | 1903  | Fugue grave | Harmonium                                                | |
| 90   | 1904  | 18 Pièces nouvelles 1. Offertoire in a-Moll 2. Impression Grégorienne 3. Fughetta sur les Initiales Félix Alexandre Guilmant 4. Lamento in c-Moll 5. 2me Marche nuptiale in Fis-Dur 6. Interlude no. 1 7. Interlude no. 2 8. Fugue in f-Moll 9. Intermezzo in As-Dur 10. Élégie in cis-Moll 11. Canzona in C-Dur 12. Méditation-Prière in e-Moll 13. 3me Marche Nuptiale in C-Dur 14. Prélude Fugué in G-Dur 15. Communion in Es-Dur 16. Paraphrase sur un choeur de „Judas Macchabée“ de Händel (Tochter Zion) 17. Prélude in F-Dur 18. Introduction et Allegro in F-Dur | Orgel                                                    | |
| 91   | 1906  | Sonate Nr. 8 A-Dur 1. Introduction et Allegro risoluto 2. Adagio con affetto 3. Scherzo (Vivace) 4. Andante sostenuto 5. Intermède et Allegro con brio | Orgel                                                    | gewidmet Louis Herbette |
| 91   | 1907  | Symphonie Nr. 2 A-Dur 1. Introduction et Allegro risoluto 2. Adagio con affetto 3. Scherzo (Vivace) 4. Andante sostenuto 5. Intermède et Allegro con brio | Orgel und Orchester                                      | Orchesterfassung der 8. Orgelsonate |
| 92   |       | Voluntary | Orgel                                                    | |
| 93   | 1908  | Chorals et noëls pour orgue 1. Ce que Dieu fait est bien fait (Was Gott tut, das ist wohlgetan) in F-Dur 2. Noël pour le temps de l’Avent in D-Dur 3. Maintenant, que mon âme loue le Seigneur (Nun lob, mein Seel, den Herren) in As-Dur 4. Noël alsacien „Schlaf wohl, du Himmelsknabe, du“ in G-Dur | Orgel                                                    | Einige der Stücke sind bereits früher entstanden. |
|      | 1909  | En mémoire de Charles Bordes | Orgel                                                    | |
| 94   | 1910  | 3 Oraisons 1. Andante quasi Adagio in As-Dur 2. Andante con moto in G-Dur 3. Andante espressivo in F-Dur | Orgel                                                    | |